# وزيرستان

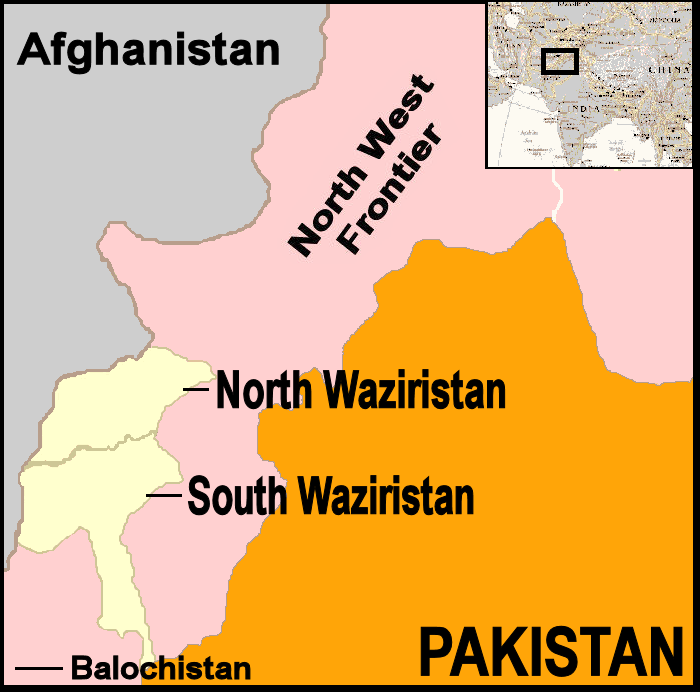
وزيرستان

وزيرستان هي منطقة جبلية في شمال غرب باكستان. تجاور المنطقة أفغانستان، ومساحتها تقارب 11,585 كم2. تمتد من الغرب وجنوب الغرب من بشاور بين نهر توتشي شمالاً، ومن الجنوب نهر غومل، مشكلة جزء من المناطق الفدرالية المدارة قبلياً في باكستان. كانت المنطقة مستقلة تحكمها القبائل منذ عام 1893، وقد مكثت خارج الإمبراطورية التي حكمتها بريطانيا وخارج حدود أفغانستان. كانت الهجمات القبلية ضد البريطانيين تمثل مشكلة ملحة للوجود البريطاني في تلك المنطقة بين عامي 1860 و1945. أصبحت المنطقة جزء من باكستان في عام 1947.
تنقسم وزيرستان إلى منطقتين: شمالية وجنوبية. يقدر عدد سكان المنطقتين بحوالي 361,246 و 429,841 على التوالي (عام 1998). يمكن ملاحظة أن المنطقتين مختلفتان كثيراً رغم أن المنطقتين مكونتان من قبائل الوزيريين ولهم لغة سائدة هي اللغة الوزيرية.
شهدت المنطقة صراعاً كبيراً بين الحكومة الباكستانية ضد وزيرستان بمساعدة تنظيم القاعدة وحركة طالبان في الفترة ما بين مارس 2004 وسبتمبر 2006. أسفر الصراع إلى توقيع اتفاقية وزيرستان في 5 سبتمبر 2006 في مدينة ميران شاه لإيقاف القتال.

## أعلام
- آدم يحيى غدن
- أبو جهاد المصري
- أبو يحيى الليبي
- أبو خباب المصري
- أبو الليث الليبي